# Via de la pentosa fosfat
La via de la pentosa fosfat, ruta de la pentosa fosfat o també coneguda com a llançadora de fosfats de pentoses, és una via metabòlica estretament relacionada amb la glucòlisi durant la qual s'utilitza la glucosa per a generar ribosa, que és necessària per a la biosíntesi de nucleòtids i àcids nucleics. A més també s'obté poder reductor en forma de NADPH que s'utilitzarà com coenzim dels enzims propis del metabolisme anabòlic.
Aquest procés està regulat per la insulina,i té una funció doble, ja que la glucosa s'usa per formar NADPH, mentre que també es pot transformar en altres components del metabolisme, especialment pentoses, utilitzades per sintetitzar nucleòtids i d'àcids nucleics. Així, es forma un pont entre les vies anabòliques i catabòliques de la glucosa.
La via de la pentosa fosfat té lloc al citosol, i es divideix en dues fases:
- Fase oxidativa: es genera NADPH.
- Fase no oxidativa: es sintetitzen pentoses-fosfat i altres monosacàrids-fosfat.

## Fase oxidativa
Totes les reaccions de la primera fase (oxidativa) del procés metabòlic es resumeixen en aquesta taula:
| Reactius                       | Productes                          | Enzim                           | Descripció |
| Glucosa-6-fosfat + NADP+       | → 6-Fosfoglucanat;-Lactona + NADPH | Glucosa-6-fosfat deshidrogenasa | Deshidrogenació. El grup hidroxil localitzat en el C1 de la glucosa-6-fosfat és convertit en un grupo carbonil, generant una lactona i una molècula de NADPH durant el procés. |
| 6-Fosfoglucanat;-Lactona + H₂O | → 6-Fosfoglucanat + H+             | 6-Fosfoglucolactonasa           | Hidròlisi |
| 6-Fosfoglucanat + NADP+        | → Ribulosa-5-fosfat + NADPH + CO₂  | 6-Fosfoglucanat deshidrogenasa  | Descarboxilació. El NADP+ és l'acceptor d'electrons, generant una altra molècula de NADPH, un CO₂ i Ribulosa-5-fosfat.                                                         |

La reacció general d'aquesta primera fase oxidativa és:
Glucosa-6-fosfat + 2 NADP+ + H₂O → Ribulosa-5-fosfat + 2 NADPH + 2 H+ + CO₂

Així es pot veure com el NADPH és usat en la síntesi d'àcids grassos i colesterol, reaccions d'hidroxilació de neurotransmissors, detoxificació de peròxid d'hidrogen, així com el manteniment del glutatió en la seva forma reduïda.

## Fase no oxidativa
La fase no oxidativa de la via de la pentosa fosfat s'inicia en cas que la cèl·lula necessiti més NADPH que ribosa-5-fosfat. Finalment dona gliceraldehid-3-fosfat i fructosa-6-fosfat, les quals podran seguir directament amb la glucòlisi.

Fase no oxidativa de la via de la pentosa fosfat.

Totes les reaccions d'aquesta fase segona no oxidativa es resumeixen en la taula:
| Reactius                                          | Productes                                           | Enzim                         |
| Ribulosa-5-fosfat                                 | → Ribosa-5-fosfat                                   | Ribulosa-5-fosfat Isomerasa   |
| Ribulosa-5-fosfat                                 | → Xilulosa-5-fosfat                                 | Ribulosa-5-fosfat 3-Epimerasa |
| Xilulosa-5-fosfat + Ribosa-5-fosfat               | → Gliceraldehid-3-fosfat + Pseudoheptulosa-7-fosfat | Transcetolasa                 |
| Pseudoheptulosa-7-fosfat + Gliceraldehid-3-fosfat | → Eritrosa-4-fosfat + Fructosa-6-fosfat             | Transaldolasa                 |
| Xilulosa-5-fosfat + Eritrosa-4-fosfat             | → Gliceraldehid-3-fosfat + Fructosa-6-fosfat        | Transcetolasa                 |

## La cèl·lula i la via de la pentosa fosfat
La via de la pentosa fosfat té una gran flexibilitat, s'adapta contínuament a les quantitat requerides d'ATP, NADPH, ribosa-5-fosfat, piruvat o acetil-CoA, segons les necessitats de la cèl·lula.
Aquesta via transcorre fortament en el teixit adipós, on hi ha una gran oferta de glucosa i una alta necessitat de NADPH, requerit per a la biosíntesi dels àcids grassos.